# Сис Анатоль Тихонович
Сис Анатоль Тихонович (26 жовтня 1959, Горошків, Річицький район, Гомельська область — 4 травня 2005, Мінськ) — білоруський поет.

## Біографія
Закінчив історико-філософський факультет Гомельського державного університету (1982). Після служби в Радянській армії працював у Ветківський районній газеті, старшим спеціалістом на Білоруському телебаченні. Дебютував декількома віршами в журналі «Молодість» (1986). У 1986 році А. Сис разом з О. Біляцьким, С. Адамовичем та ін. створив Товариство молодих літераторів «Тутешні». Активний учасник молодіжних неформальних об'єднань 2-ї половини 1980-х років — «Толока», «Тутешні». Культовий білоруський поет кінця ХХ ст. Поезія, громадянська і творча позиція А. Сиса справили великий вплив на тодішнє покоління білоруських поетів.
Один з організаторів і виступаючих на перших демократичних акціях «Діди» 1987-1988 рр. і мітингу проти руйнування Верхнього Міста в Мінську.
Помер А. Сис від серцевого нападу на своїй мінській квартирі. Похований у рідному селі — Горошкові.

## Творчість
Свій перший вірш білоруською Анатоль Сис написав під час навчання в Броненській середній школі з російською мовою навчання. Туди він вступив у 1970 році, після того, як Горошківська початкова школа з білоруською мовою навчання, куди Анатоль пішов в 1 клас у 1967 році, була закрита. У 1974 році дебютні твори Сиса були надруковані в Річицький районній газеті «Дніпровець».
У 1986 добірка віршів Анатолія Сиса була надрукована в журналі «Молодість» і журналі «Полум'я» № 11. За 1987 рік помістив вірші: «Скільки», «Монолог Алеся Гаруна», «Мрія про синів». У 1987 році Сис був серед засновників групи молодих письменників «Тутешні». За життя поета вийшли три збірки його віршів:
- Осередок  (1988)
- Пан ліс  (1989)
- Сис  (2002)

Період найбільш плідної творчості припав на кінець 1980-х — початок 1990-х років. Майже весь тираж першої збірки «Осередок» був розкуплений за кілька тижнів, а збірка «Пан Ліс» стала найвідомішою збіркою поета. З середини 1990-х років і до своєї смерті нові твори Анатоль Сис майже не писав.
За словами Сиса, назва «Осередок» була метафорою Батьківщини, часткою батьківщини, яку поет носив при собі під час служби в армії. Це слово Сис знайшов тільки в «Російсько-Кривському (Білоруському) словнику»  Вацлава Ластовського, і, вважаючи, що один з обов'язків письменника — повернення себе через повернення втраченого народом, вирішив назвати першу збірку саме таким чином. Майже вся вона був написаний в армії в 1982-1984 роках. Назва другої збірки — «Пан Ліс» — теж була метафорою Батьківщини, але більш глибокою та духовною, ніж «Осередок».
На початку 1990-х років Кася Камоцька записала кілька пісень на вірші Анатолія Сиса, серед яких «Мій біла лебідь», «Ластівка», «Золоті ґрати». Остання пісня стала хітом і зараз входить до класики білоруської рок-музики.
Фігура Сиса вважається суперечливою: його за життя називали генієм, але жага поета до спонтанних публічних перформансів і любов до гучних вечірок, де алкоголь ллється рікою, багатьох обурювала.
У 2007 році, вже після смерті поета, вийшло найбільш повне зібрання творів Анатолія Сиса «Льон», куди крім віршів зі збірок «Вогнище», «Пан Ліс» і «Сис» увійшли невідомі твори, а також статті та інтерв'ю, які суттєво доповнюють уявлення про поета.

## Вшанування пам'яті
Після смерті Анатолія Сиса щорічно в жовтні на його батьківщині в Горошкові проводиться традиційне свято поезії на честь поета, в якому беруть участь рідні та земляки Анатолія, його друзі, а також відомі білоруські поети, барди і художники.
У 2007 році був оголошений конкурс на кращий проект пам'ятника Сису. Кращою була визнана ідея скульптора Геника Лойка, але на її реалізацію не вистачило коштів. Союз білоруських письменників оголосив акцію про збір коштів на пам'ятник поету, 3 листопада 2007 року в Червоному костьолі пройшов благодійний концерт пам'яті Сиса, кошти з якого пішли на пам'ятник.
Пам'ятник Сису був урочисто відкритий в Горошкові під час проведення свята на його честь 2008 року. Пам'ятник був виготовлений з червоно-чорного граніту і виконаний у формі хреста з барельєфом поета в центрі, який з верхнього правого боку оздоблений птахом у терновому гнізді, що призначений символізувати «Солов'їне серце» Білорусі, як часто називають Сиса. Пам'ятник у вигляді хреста з портретом був у першу чергу задумом сестер поета. Для того, щоб помістити портрет на хрест, треба було зробити його дуже широким, і в підсумку він вийшов не  православним, НЕ  католицьким, а  язичницьким. За Геником Лойком, такий пам'ятник повинен бути близьким поетові, оскільки вся його збірка «Пан Ліс» була присвячена язичництву.

#### Збірки поезій
- Сыс, А. Агмень. — 1988.
- Сыс, А. Пан Лес. — Мінск: Мастацкая літаратура,1989. — 111с. ББК 84 Бел7 ISBN 5-340-00416-3.
- Сыс, А. Сыс. — 2002.
- Сыс, А. Лён. / укл., прадм. М.Скобла. — Мшнск: Кнігазбор, 2006. — 436с. ББЛ 84 (4 Беи)ISBN 985-6824-35-4
- Сыс, А. Alaiza / укл. А.Бяляцкі. — Вільня: Gudas, 2009. — 212с.
- Сыс, А. Берагі майго юнацтва / укл., прадм. А.Бяляцкі.— Мінск: Галіяфы, 2016. — 250с. УДК821.161.3-1 ББК 84 (4Беи)-5 С95 ISBN 978-985-7021-97-0.